# Кароліна Шнайдер
Кароліна Шнайдер (нім. Caroline Schneider, нар. 1 червня 1973) — колишня німецька професійна тенісистка. Здобула один одиночний та одинадцять парних титулів туру ITF. Найвищу одиночну позицію світового рейтингу — 289 місце досягла 12 грудня 1994, парну — 61 місце — 25 квітня 1994 року. Завершила кар'єру 2007 року.

## Фінали Туру WTA
| Легенда           |
| ----------------- |
| Grand Slam        |
| WTA Championships |
| Tier I            |
| Tier II           |
| Tier III          |
| Tier IV & V       |

### Парний розряд
| Результат | Дата          | Турнір                  | Покриття  | Партнер      | Опоненти                     | Рахунок  |
| --------- | ------------- | ----------------------- | --------- | ------------ | ---------------------------- | -------- |
| Поразка   | 7 лютого 1994 | Linz Open Лінц, Австрія | Килим (I) | Оса Свенссон | Євгенія Манюкова Лейла Месхі | 2–6, 2–6 |

## Фінали ITF
| Турніри $100,000 |
| Турніри $75,000  |
| Турніри $50,000  |
| Турніри $25,000  |
| Турніри $10,000  |

### Одиночний розряд
| Результат | Дата            | Турнір            | Покриття   | Опонент             | Рахунок       |
| --------- | --------------- | ----------------- | ---------- | ------------------- | ------------- |
| Поразка   | 6 серпня 1990   | Ніколозі, Італія  | Тверде (O) | Крістіна Сальві     | 7–6, 2–6, 4–6 |
| Поразка   | 10 серпня 1992  | Мюнхен, Німеччина | Ґрунт (O)  | Eva-Maria Schürhoff | 3–6, 4–6      |
| Перемога  | 28 березня 1994 | Марса (Мальта)    | Ґрунт (O)  | Elizma Nortje       | 7–6(2), 6–4   |

### Парний розряд
| Результат | Ранг | Дата              | Турнір                                                 | Покриття   | Партнер             | Опоненти                                 | Рахунок          |
| --------- | ---- | ----------------- | ------------------------------------------------------ | ---------- | ------------------- | ---------------------------------------- | ---------------- |
| Поразка   | 1.   | 30 листопада 1987 | Будапешт, Угорщина                                     | Ґрунт (O)  | Петра Шмітт         | Катрін Єкселл Monica Lundqvist           | 3–6, 2–6         |
| Перемога  | 1.   | 13 червня 1988    | Мадейра (архіпелаг), Португалія                        | Тверде (O) | Jackie Joseph       | Mara Eijkenboom Cora Linneman            | 7–6, 4–6, 8–6    |
| Поразка   | 2.   | 31 липня 1989     | Пістіччі, Італія                                       | Тверде (O) | Mareke Plocher      | Крістіна Сальві Alessia Vesuvio          | 4–6, 3–6         |
| Перемога  | 2.   | 4 вересня 1989    | Альяна, Італія                                         | Ґрунт (O)  | Kylie Johnson       | Andrea Noszály Zuzana Witzová            | 3–6, 6–1, 6–0    |
| Поразка   | 3.   | 30 жовтня 1989    | Пфорцгайм, Західна Німеччина                           | Тверде (O) | Елізабет Гелфін     | Олена Брюховець Євгенія Манюкова         | 1–6, 1–6         |
| Поразка   | 4.   | 27 листопада 1989 | Будапешт, Угорщина                                     | Килим (I)  | Alexandra Niepel    | Агнесе Густмане Таня Гаусшилдт           | 3–6, 6–1, 1–6    |
| Поразка   | 5.   | 29 січня 1990     | Дандерид (комуна), Швеція                              | Тверде (I) | Carolin Franzke     | Олена Брюховець Євгенія Манюкова         | 2–6, 0–6         |
| Поразка   | 6.   | 6 серпня 1990     | Ніколозі, Італія                                       | Тверде (O) | Крістіна Сальві     | Джастін Годдер Susi Lohrmann             | 6–3, 3–6, 3–6    |
| Поразка   | 7.   | 6 липня 1992      | Ерланген, Німеччина                                    | Ґрунт (O)  | Енджи Каннінгем     | Чень Лі-Лін Йокоборі Мікі                | 4–6, 2–6         |
| Поразка   | 8.   | 10 серпня 1992    | Мюнхен, Німеччина                                      | Ґрунт (O)  | Renata Kochta       | Ivona Horvat Хрістіна Захаріду           | 4–6, 6–3, 2–6    |
| Перемога  | 3.   | 12 вересня 1994   | Софія, Болгарія                                        | Ґрунт (O)  | Катажина Теодорович | Петра Рацлавська Катержина Крупова       | 6–1, 6–1         |
| Перемога  | 4.   | 22 липня 1996     | Буенос-Айрес, Аргентина                                | Ґрунт (O)  | Кірстін Фрає        | Марія Фернанда Ланда Ларісса Шерер       | 7–6(4), 6–4      |
| Перемога  | 5.   | 31 березня 1997   | Макарська, Хорватія                                    | Ґрунт (O)  | Євгенія Куликовська | Нора Кевеш Гелена Вілдова                | 6–1, 4–6, 6–4    |
| Перемога  | 6.   | 19 травня 1997    | Бріксен-ім-Тале, Австрія                               | Ґрунт (O)  | Патріція Вартуш     | Лусіана Масанте Мірослава Ваврінец       | 6–3, 6–0         |
| Перемога  | 7.   | 26 травня 1997    | Зальцбург, Австрія                                     | Ґрунт (I)  | Патріція Вартуш     | Лаура Делль'Анджело Татьяна Гарбін       | 1–6, 6–3, 6–3    |
| Перемога  | 8.   | 8 вересня 1997    | Київ, Україна                                          | Ґрунт (O)  | Annica Lindstedt    | Наталія Медведєва Angelina Zdorovitskaia | 6–1, 6–2         |
| Поразка   | 9.   | 10 листопада 1997 | Гавр, Франція                                          | Ґрунт (O)  | Каталін Мароші      | Мелані Шнелль Джулі Стівен               | 2–6, 6–3, 6–7(3) |
| Поразка   | 10.  | 17 листопада 1997 | Довіль (Кальвадос), Франція                            | Килим (I)  | Каталін Мароші      | Юлія Абе Любомира Бачева                 | 2–6, 4–6         |
| Поразка   | 11.  | 6 квітня 1998     | Ешторіл, Португалія                                    | Ґрунт (O)  | Радка Бобкова       | Каролін Денін Емілі Луа                  | 2–6, 3–6         |
| Поразка   | 12.  | 16 листопада 1998 | Каракас, Венесуела                                     | Тверде (O) | Морін Дрейк         | Ванесса Менга Алісія Ортуньйо            | 3–6, 7–5, 3–6    |
| Поразка   | 13.  | 4 грудня 2000     | Cergy-Pontoise Challenger Cergy-Pontoise, Франція      | Тверде (I) | Мая Матевжич        | Жустін Енен Віржіні Раззано              | 2–6, 4–6         |
| Перемога  | 9.   | 9 квітня 2001     | Open GDF Suez de Bretagne Дінан (Кот-д'Армор), Франція | Ґрунт (I)  | Елені Даніліду      | Ванесса Генке Зіна Шрайбер               | 6–3, 7–6(4)      |
| Поразка   | 14.  | 6 вересня 2005    | Дурмерсгайм, Німеччина                                 | Ґрунт (O)  | Адріана Барна       | Danica Krstajić Олена Чалова             | 6–4, 4–6, 4–6    |
| Перемога  | 10.  | 18 квітня 2006    | Барі, Італія                                           | Ґрунт (O)  | Роміна Опранді      | Stefanie Haidner Дарія Юрак              | 7–5, 6–2         |